# Батуми-Арена
«Батуми Арена» (груз. ბათუმის არენა) — спортивное сооружение в Батуми, домашний стадион футбольного клуба Динамо (Батуми). Вместимость — 20 тысяч мест. Официально был открыт 27 октября 2020 года.

## История
Проект арены был разработан турецкой компанией Bahadir Kul Architects. Стадион, который может вместить чуть более 20 тысяч зрителей, используется для проведения футбольных и регбийных матчей национальных сборных команд Грузии. Объект был построен за два года за бюджетные средства, стоимость строительства составила около 44 млн. долларов.
Фасад стадиона, состоящий из ряда панелей, расположенных в виде перекрывающихся чешуек, которые могут подсвечиваться ночью, вдохновлен традиционным грузинским танцем хоруми.
После открытия стадион получил название «Батуми Арена», но позже был проведён аукцион по продаже названия. Победителем стала букмекерская кампания «Аджарбет».
В 2023 году на арене прошли матчи финального турнира молодежного чемпионата Европы, который Грузия принимала совместно с Румынией.